# Vadim Krávchenko
Vadim Vladímirovich Krávchenko –en ruso, Вадим Владимирович Кравченко– (Alma Atá, 5 de abril de 1969) es un deportista kazajo que compitió para la URSS en ciclismo en las modalidades de pista y ruta.
Ganó una medalla de plata en el Campeonato Mundial de Ciclismo en Pista de 1991, en la prueba de persecución por equipos.

## Medallero internacional
| Campeonato Mundial | Campeonato Mundial    | Campeonato Mundial | Campeonato Mundial          |
| Año                | Lugar                 | Medalla            | Competición                 |
| ------------------ | --------------------- | ------------------ | --------------------------- |
| 1991               | Stuttgart ( Alemania) | Medalla de plata   | Persecución por equipos (A) |

## Palmarés
1998
- Tour de Egipto